# CB MIFAS Esplais
El Club de Baloncesto MIFAS es un equipo de baloncesto en silla de ruedas de Castellón de Ampurias (Gerona) España. Actualmente juega en la División de Honor B.

## Inicio
Nació en el año 1981 como una sección más de las actividades que promovía la asociación MIFAS, organizando partidos de exhibición en las comarcas de Gerona. En el mes de noviembre del mismo año se legalizó el Club Bàsquet MIFAS con una junta directiva propia y el equipo participó por primera vez en la Liga Catalana de Baloncesto en Silla de Ruedas, organizada por la Generalidad de Cataluña, y en diciembre en el Torneo de Navidad de Barcelona, además de los partidos de exhibición.

## Trayectoria
En 1983, el equipo entra en la liga española de segunda división. En el año 1997, pasa a llamarse CB MIFAS-Esplais y en el 2001 consigue por primera vez en su historia subir a primera división.
El 22 de octubre de 2010 firmó un convenio con el Girona FC para llevar los colores y el escudo del Girona FC.
En la temporada 2010/11 quedó segundo clasificado de la Liga 1ª Div Grupo Norte, dándole opción a jugar los play-off de ascenso. Después de una liguilla acabó en 3.er lugar, no consiguiendo subir.